# Kommissarin Göllner
Kommissarin Göllner (Alternativtitel: Anna) ist eine von 2000 bis 2003 ausgestrahlte dreiteilige Kriminalfilmreihe des Senders RTL mit Sonja Kirchberger als Kommissarin Anna Göllner in der Titelrolle.

## Inhalt
Kommissarin Anna Göllner ermittelt im Sittendezernat in Frankfurt am Main, wo sie den Fällen aus dem Rotlichtmilieu zugeteilt ist. Ablenkung von der Arbeit erfährt sie in den gemeinsamen Stunden mit ihrer Mutter Magdalena.

## Episodenliste
| Nr. | Originaltitel                            | Erstausstrahlung | Regie        | Drehbuch        |
| --- | ---------------------------------------- | ---------------- | ------------ | --------------- |
| 1   | Kill Me Softly – Frauenmord in Frankfurt | 26. Jan. 2000    | Peter Patzak | Brigitte Müller |
| 2   | Sommernachtstod                          | 13. Aug. 2003    | Lars Montag  | Sylvia Haider   |
| 3   | Das böse Mädchen                         | 27. Aug. 2003    | Dennis Satin | Timo Berndt     |